# Cambeva iheringi
Cambeva iheringi  es una especie de pez de la familia de los tricomictéridos, del orden de los siluriformes.

## Morfología
Alcanzan una longitud total entre longitud total entre 11,7 y 13,9 cm. Presenta coloración uniforme beige, más claro o más obscuro según el fondo sea arenoso o rocoso, con pequeñas manchas oscuras en todo el cuerpo.

## Distribución geográfica
Habita en Brasil, es endémico de la región costera Santos, estado de São Paulo y la cuenca del río Tieté en São Paulo y Paraná.